# Arno und die Morgencrew
Arno und die Morgencrew ist die Morgensendung des Berliner Radiosenders 104.6 RTL und des Senders RTL – Deutschlands Hit-Radio. Sie wird wochentags von 05:00 bis 10:00 Uhr ausgestrahlt (auf RTL–Deutschlands Hit-Radio von 06:00 bis 10:00 Uhr). Jeden Samstag folgt auf beiden Stationen eine Zusammenfassung der Woche in einer Best-Of-Sendung von 08:00 bis 10:00 Uhr.
Moderator der Sendung ist Arno Müller, gleichzeitig Programmdirektor von 104.6 RTL. Seine Co-Moderatorin war von 1995 bis 2023 Katja Desens. Ihre letzte Sendung hatte sie am 22. Juni 2023. Seitdem ist Julia Porath, die seit 2019 bereits Teil der Besetzung ist, die feste Co-Moderatorin. 

## Geschichte
Arno und die Morgencrew ist eine an amerikanischen Vorbildern orientierte Morgensendung mit viel Comedy und mehreren Moderatoren, Sidekicks, Verkehrsfliegern, Gewinnspielen, Hörerbeteiligungen sowie spektakulären Promotionaktionen, wie „Zertrümmere Dein Badezimmer“ oder „Ex oder Ehe“.
Die erste Sendung fand zum Start des Senders 104.6 RTL am 9. September 1991 statt. Innerhalb von neun Monaten erlangte die Sendung laut der Deutschen Media-Analyse 1992 die Marktführerschaft im Berliner Markt und wurde richtungsweisend für die deutsche Radiolandschaft. „Arno und die Morgencrew“ gilt als eine der meistkopierten Sendungen Deutschlands.
Hin und wieder senden Arno und die Morgencrew aus dem Ausland, beispielsweise von Mallorca. Weitere Sendungen wurden unter anderem aus Los Angeles, Hongkong, Griechenland, Dubai, Türkei und Thailand übertragen. Im Januar 2024 sendeten Arno und Morgencrew erstmals in ihrer Sendergeschichte live von einem Kreuzfahrtschiff. Die zweiwöchige Rundreise startete in Bangkok und führte an Ziele wie Koh Samui, Singapur und Kuala Lumpur. Die Übertragung fand an Bord der AIDAbella statt.
Seit dem 1. Juli 2015 ist Arno und die Morgencrew zusätzlich Bestandteil des Programms des Radiosenders RTL – Deutschlands Hit-Radio.

## Mitarbeiter
| Name                       | Funktion                              |
| -------------------------- | ------------------------------------- |
| Arno Müller                | Hauptmoderation                       |
| Simon Kober                | Vertretung Hauptmoderation            |
| Julia Porath               | Co-Moderation                         |
| Verena Runne               | Vertretung Co-Moderation              |
| „Jack“ Daniel Weberling    | Showproduzent und Side-Kick           |
| Leon Weigel                | Showproduzent und Side-Kick           |
| Benjamin Herrmann          | Nachrichtensprecher von „RTL Aktuell“ |
| „Commander“ Frank Hellberg | Verkehrsflieger                       |
| Daniel Spieker             | Redaktionsleitung                     |
| Mareike Melde              | Line Producerin                       |
| Jens Kipke                 | Comedy-Autor                          |
| Andreas Kramer             | Comedy-Autor                          |

## Comedys und Rubriken
- Das Morgencrew Hollywood-Handy
- Die Geissens – Next Generation
- Like or Lose
- Fakt oder Fake
- Julias Trends
- Die neuen Morgencrew-Foodnews
- Promi Geheimnisse
- Morgencrew Promigruppe
- Das Morgencrew Familienquiz
- Throwback Thursday mit  Paul Panzer  (Verrücktes Telefon)
- Burhan Yilmaz (Verrücktes Telefon)
- Herr Braun (Verrücktes Telefon)
- Der kleine Nils (Verrücktes Telefon)
- Opa Kurt (Verrücktes Telefon)
- Jürgen Kerbel (Verrücktes Telefon)
- Marie aus Paris (Verrücktes Telefon)
- Phillip von Senftleben – der Weltmeister im Flirten
- Supermerkel
- Daily Wowi
- Ungefragt nachgefragt
- Agathe Bauer Songs
- 365 Dinge, die Du in Berlin und Brandenburg getan haben musst, bevor Du stirbst
- Crew vs. Du
- Die Morgencrew-Warteschleifen
- Weihnachtswünsche
- Schlacht der Geschlechter
- Von 0 auf 100
- Treuetest
- Bayernwecken
- Weihnachten / Alltagswahnsinn bei den Geissens
- Praktikum total
- Jogi's Eleven
- Maple und Schrobinski

## Auszeichnungen
- 1993/1994 Samurai Award der „Research Group“ auf der NAB in L.A. für Arno Müller
- 1993 Bild-Zeitung „Radio-Mann des Jahres“ für Arno Müller
- 2005 German Radio Award für die beste deutsche Morgensendung
- 2008 Rundfunkpreis für „Agathe Bauer Songs“
- 2008 Rundfunkpreis für „Ausbildung für alle“
- 2011 Goldener Löwe für „20 Jahre RTL“ für Arno Müller
- 2012 Arno Müller: Deutscher Radiopreis – für das „Lebenswerk Moderation“
- 2013 Olaf Heyden: Deutscher Radiopreis für die beste Comedy „Ungefragt – Nachgefragt“
- 2014 Beste Morgensendung: Deutscher Radiopreis – „Arno und die Morgencrew – Berlins lustigste Morgensendung“
- 2016 Beste Morgensendung: Deutscher Radiopreis – „Arno und die Morgencrew – Berlins lustigste Morgensendung“